# Iglesia de San Cosme y San Damián (Lastovo)
La Iglesia de San Cosme y San Damián (en croata: Crkva Sv. Kuzma i Damjan) es un templo católico bajo la advocación de San Cosme y San Damián en la localidad de Lastovo, en la isla homónima del mar Adriático, en el condado de Dubrovnik-Neretva, en Croacia. 

## Reseñas
Este templo está localizado en la parte vieja de la localidad, y data del siglo XIV, localizado sobre un templo anterior, datado en el siglo V o siglo VI.
En el altar mayor se encuentran un políptico de seis cuadros:
En el panel central se encuentra la pintura de San Cosme y San Damián, santos patronos de Lastovo, mostrándolos protegiendo la isla. En el centro de la pintura, hay una firma del pintor italiano Giovanni Lanfranco (1582-1647): "EQ Ios LAN.RANCVS".
El ático del altar contiene una imagen de Dios Padre, mientras que los paneles laterales, alineadas en dos filas, incluyen imágenes pequeñas de San Jerónimo, San Pedro y San Pablo. Las dos pinturas de San Pedro y San Pablo fueron, según documentos, realizadas por el poco conocido maestro Giovanni Scrivelli.
Además de la pintura de San José.
Las pinturas fueron comisionadas con el dinero recogido en el año 1631 en la isla de Lastovo.
Otra pintura del interior es la de La Piedad, trabajo anónimo de un pintor de la escuela veneciana del año 1545.
Las pinturas fueron terminadas el 21 de julio de 1632, siendo pagadas por ellas 110 piezas de oro a Lanfranco y 25 a Scrivelli.

## Párrocos
- Tihomir Šakot (a fecha de 2008)